# Edmond About
Pour les articles homonymes, voir About.
François Edmond Valentin About, né le 14 février 1828 à Dieuze (Moselle) et mort le 16 janvier 1885 à Paris 9e, est un écrivain, journaliste et critique d'art français, membre de l’Académie française.

## Biographie
Fils de Michel About, marchand épicier, et de Sophie Hans, François Edmond Valentin About naît le 14 février 1828 à Dieuze dans le département de la Moselle,. About fait ses études au petit séminaire, puis entre au lycée Charlemagne, où il devient un élève brillant et remporte le prix d'honneur de philosophie au Concours général. Il entre ensuite à l'École normale supérieure en 1848 et est reçu premier à l'agrégation de lettres de 1851.
Nommé en 1851 membre de l'École française d'Athènes, il séjourne deux ans en Grèce en compagnie de l'architecte Charles Garnier et du peintre Alfred de Curzon. Il séjourne en Égypte de 1867 à 1868. Il participe aussi au voyage inaugural de l'Orient-Express en 1883. S'inscrivant dans le courant du mis-hellénisme ayant succédé au philhellénisme alors passé de mode, il tire de chacun de ses voyages des ouvrages satiriques marquants. En 1854, La Grèce contemporaine, qui insiste sur l'écart entre le mythe grec fondé sur l'Antiquité et la réalité contemporaine, remporte un grand succès. Le Roi des montagnes ridiculise le mythe romantique du pallikare, guerrier-bandit héros de la guerre d'indépendance grecque. Le Fellah décrit comment un paysan égyptien élevé en Europe devient une personnalité dans son pays et finit par épouser une Anglaise, fascinée par l'exotisme. De Pontoise à Stamboul parodie le célèbre Itinéraire de Paris à Jérusalem de Chateaubriand.
Cependant, ce mishellénisme est à tempérer par sa découverte d'un pays qu'il trouve admirable et dont le peuple « est encore un des peuples les plus spirituels de l'Europe [car] il travaille facilement. » Il loue sa passion pour la liberté, son sens de l’égalité et son patriotisme. Le mishellénisme d'About, qui a souvent été très exagéré par la suite, est davantage à attribuer à son propre style caractéristique, caustique et incisif, qui est très goûté à l’époque.
Edmond About est également un critique d'art acerbe, très disposé à railler les peintres d'avant-garde. Ses comptes rendus de Salon en 1855 et 1857, d'une savoureuse verve comique, éreintent notamment les prétentions du réalisme de Gustave Courbet et appellent à la prudence face à ce qu'il considère comme une brèche ouverte à l'anarchie dans l'art.
Favorable au Second Empire, ce qui lui vaut les railleries du jeune Clemenceau, et violemment anticlérical, il se fait connaître comme polémiste. La Prusse en 1860 est une parfaite illustration de l’opinion favorable qu’About avait de l’Empire et de Napoléon III, et qui se manifestait en particulier par une germanophilie appuyée, qui se précisa en austrophobie et en prussophilie. Ces opinions reflétaient la politique menée par Napoléon III, qui se solda par un échec lorsque les batailles de Wœrth, de Gravelotte et de Sedan modifièrent complètement l’image du Prussien dans l’opinion française. En 1871, About rallie la Troisième République et soutient la politique de Thiers. Il entre alors au XIXe siècle, dont il deviendra rédacteur en chef. En 1881, il s'installe avec son épouse et ses huit enfants au château de Grouchy à Osny. Initié, le 7 mars 1862, à la franc-maçonnerie du Grand Orient de France, dans la loge Saint-Jean de Jérusalem à Nancy, il publie dans le journal le Siècle, plusieurs articles hostiles aux hauts grades maçonniques, position courante dans la gauche républicaine.

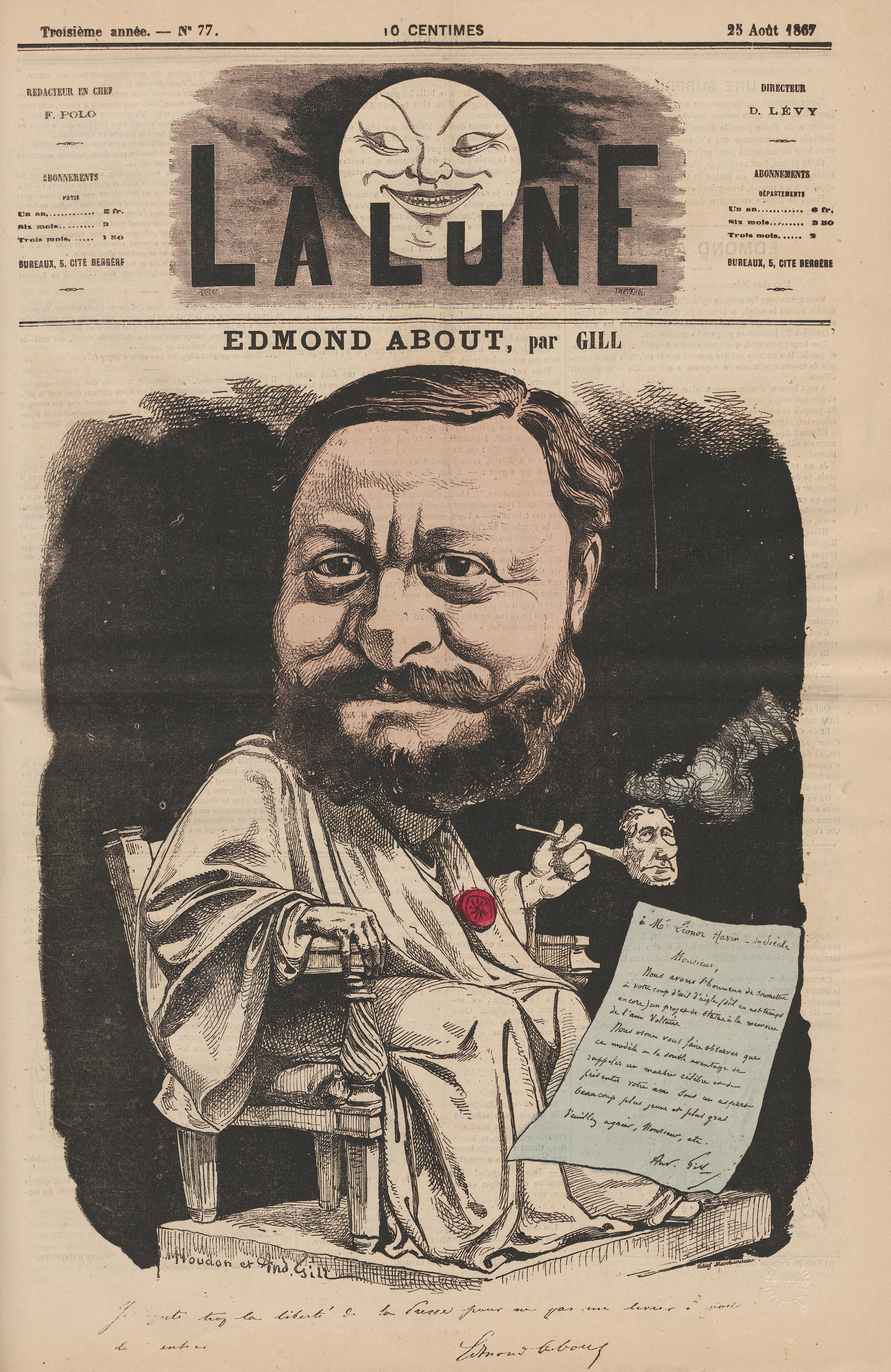
Caricature par André Gill.

Edmond About est aussi un auteur comique tant il sait manier la satire. Il connaît la célébrité grâce à ses nouvelles au style vif, clair et concis, et à ses romans qui évoquent des situations imaginaires, souvent inspirées par les progrès de la science. Mariages de Paris (1856), Le Roi des montagnes (1857), L'Homme à l'oreille cassée (1862) ou Les Mariages de province (1868) sont autant de succès d'édition.
Il a écrit aussi des œuvres littéraires pour la jeunesse.
Comme Francisque Sarcey et Henry Bauër, il possède en 1880 la villa Marmaille, une des premières villas de la station balnéaire de Malo-les-Bains à l'est de Dunkerque.
Élu le 24 janvier 1884 membre de l’Académie française, il meurt moins d’un an plus tard, peu de temps avant le jour prévu pour sa réception, à l’âge de cinquante-six ans. Son discours de réception était déjà imprimé. Deux ans avant sa mort, About, que ses admirateurs appelaient le petit-neveu de Voltaire, à cause de son esprit de raillerie, avait découvert qu’il était diabétique. Traité par les docteurs Moisard et Félizet, sa maladie était bien contrôlée lorsque, un mois avant sa mort, les actionnaires de son journal le XIXe siècle ont entamé contre lui une campagne dans laquelle ils n’avaient peut-être pas tous les torts, mais About, dont la constitution était minée par la maladie n’a pas résisté aux émotions du combat. Terrassé par l’idée de police correctionnelle évoquée par les papiers timbrés apportés chez lui, il a succombé à des accidents qu’il aurait facilement surmontés en temps ordinaire. En voulant le renverser, ses actionnaires l’ont tué. Très rapidement le diabète est reparu, aggravé d’une laryngite qui a amené la congestion pulmonaire dont il est mort, en son hôtel de la rue de Douai, entouré de sa femme et de ses huit enfants, et sans le secours de la religion.
Il meurt le 16 janvier 1885 à son domicile 64 rue de Douai Paris 9e. 
Sa tombe au cimetière du Père-Lachaise est ornée d’une statue réalisée par le sculpteur Gustave Crauk, qu'il avait apprécié dans ses commentaires du Salon de 1857. Une rue de Paris porte son nom.

## Œuvre

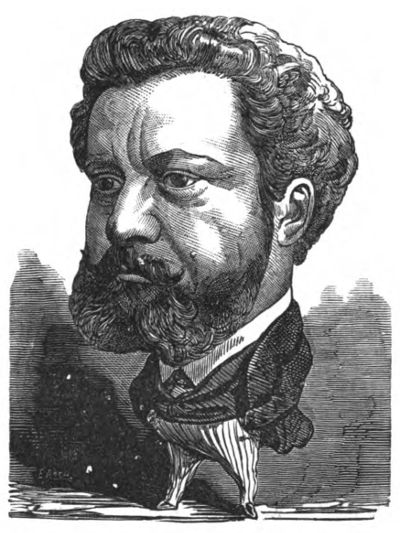
Portrait satirique dans Le Trombinoscope, en 1872.

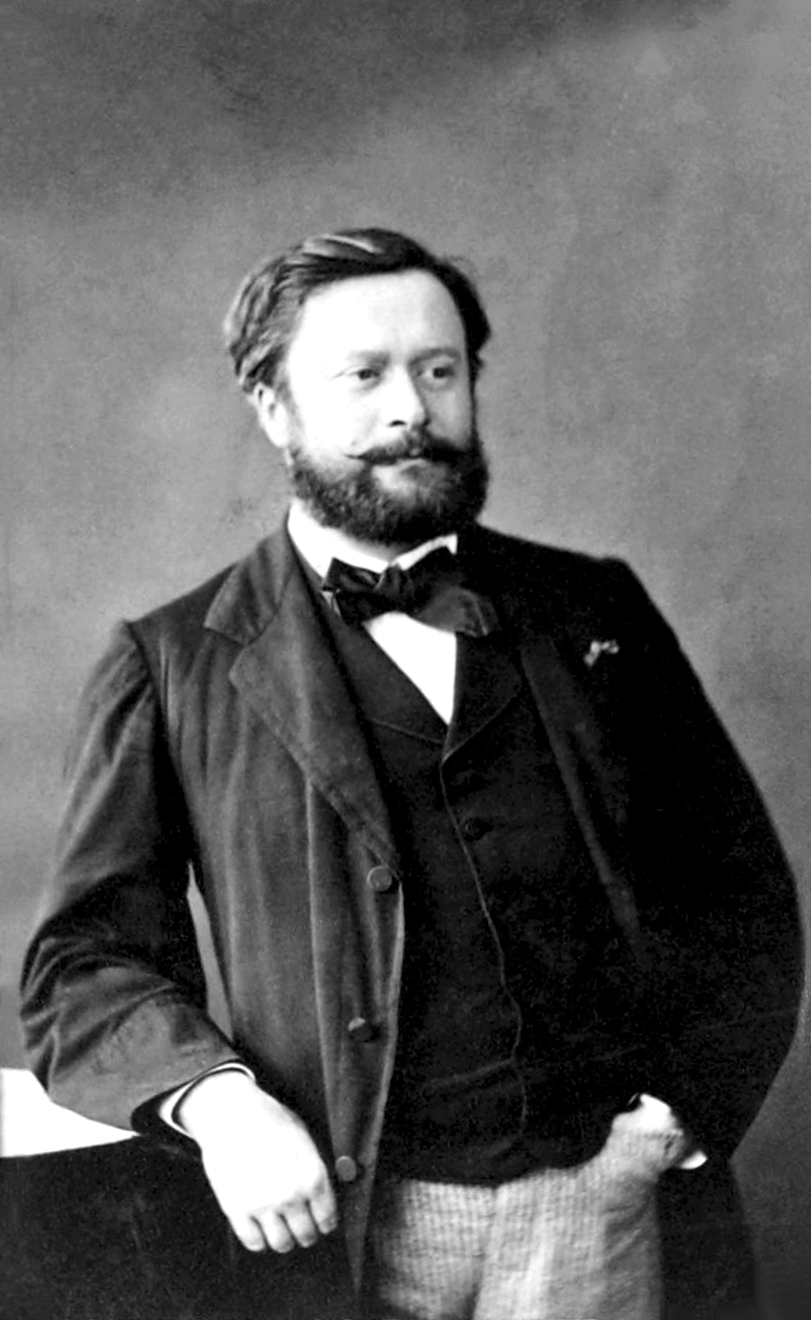
Edmond About par Nadar dans les années 1860.

- Tolla, Paris, Hachette, 1855, 308 p. (OCLC 257125334, lire en ligne); réédition de luxe chez le même éditeur après la mort de l'auteur illustrée par Félicien de Myrbach (1889).
- La Grèce contemporaine, 1855, lire en ligne sur Gallica ; Sur Wikisource
- Les Mariages de Paris, 1856, lire en ligne sur Gallica Dont « Les Jumeaux de l'hôtel Corneille », « L'Oncle et le Neveu », « Terrains à vendre », « Le Buste », « Gorgeon » et « La Mère de la Marquise ».
- Le Roi des montagnes, 1857, lire en ligne sur Gallica ; Sur Wikisource
- Germaine, 1857 lire en ligne sur Gallica ; [Projet Gutenberg (e-books)] ; Sur Wikisource
- Maître Pierre, 1858, lire en ligne sur Gallica
- Trente et Quarante. Sans dot. Les parents de Bernard, 1859.
- La Question romaine, 1859, lire en ligne sur Gallica ; Sur Wikisource
- L'Empereur Napoléon III et la Prusse, 1860.
- La Nouvelle Carte d'Europe (15 avril), 1860.
- Rome contemporaine, 1861 Sur Wikisource
- Ces Coquins d'agents de change, 1861, lire en ligne sur Gallica
- Lettre à M. Keller, 1861.
- Le Cas de M. Guérin, 1862, lire en ligne sur Gallica
- L'Homme à l'oreille cassée, 1862 lire en ligne sur Gallica (2e édition) ; [Projet Gutenberg (e-books)] ; Sur Wikisource
- Le Nez d'un notaire, 1862, lire en ligne sur Gallica
- Théâtre impossible. Guillery. L'Assassin. L'Éducation d'un prince. Le Chapeau de Sainte Catherine, 1862.
- Dernières lettres d'un bon jeune homme à sa cousine Madeleine, 1863.
- Le Progrès, 1864.
- La Vieille roche. 1re partie : Le Mari imprévu (1865) ; 2e partie :  Les Vacances de la comtesse (1865) ; 3e partie : Le Marquis de Lanrose (1866).
- Le Turco (Le bal des artistes - Le poivre - L’ouverture au château - Tout Paris - La chambre d’ami - Chasse allemande - L’inspection générale - Les cinq perles), Hachette, 1866.
- Madelon, 1867.
- ABC du travailleur, 1868 [lire en ligne]
- Les Mariages de province. La fille du chanoine. Mainfroi. L'album du régiment. Étienne, 1868, lire en ligne sur Gallica
- Le Fellah : souvenirs d'Égypte, 1869, lire en ligne sur Gallica
- Alsace, 1871-1872, 1873, lire en ligne sur Gallica
- Le Roman d'un brave homme, 1880 ; [lire en ligne]
- De Pontoise à Stamboul. Le grain de plomb. Dans les ruines. Les œufs de Pâques. Le jardin de mon grand'père. Au petit Trianon. Quatre discours, 1884.
- Nouvelles et souvenirs, 1885.
- Les Mariages de Paris, 52 illustrations de Rodolphe Piguet gravées par Jules Huyot, Société des amis des livres, 1887.
- Le Dix-neuvième Siècle, 1892.

### Théâtre
- Guillery, comédie en 3 actes, en prose, Paris, Théâtre-Français, 1er février 1856.
- Risette : ou les Millions de la mansarde, vaudeville en 1 acte, Paris, théâtre du Gymnase, 8 août 1859.
- Le Capitaine Bitterlin, comédie en 1 acte, en prose, avec Émile de Najac, Paris, théâtre du Gymnase-Dramatique, 27 octobre 1860.
- Un mariage de Paris, comédie en 3 actes, avec Émile de Najac, Paris, théâtre du Vaudeville, 5 juillet 1861.
- Gaëtana, drame en 5 actes en prose, Paris, théâtre de l'Odéon, 3 janvier 1862.
- Nos gens, comédie en 1 acte, avec Émile de Najac, Paris, théâtre du Gymnase, 23 août 1866.
- Histoire ancienne, comédie en 1 acte, avec Émile de Najac, Paris, Théâtre-Français, 31 octobre 1868.
- Retiré des affaires, comédie en 2 actes, avec Émile de Najac, Paris, théâtre du Vaudeville, 11 octobre 1869.
- L'Assassin, comédie en un acte, Paris, théâtre du Gymnase-Dramatique, 29 septembre 1882.

### Critique d'art
- Voyage à travers l’Exposition des beaux-arts (peinture et sculpture), 1855.
- Nos artistes au Salon de 1857, 1858.
- Salon de 1864, 1864.
- Salon de 1866, 1867.
- Le Salon de 1868, 1868.
- Salon de 1869, 1869.
- Peintures décoratives exécutées pour le foyer public de l’Opéra par Paul Baudry, 1874.
- Le Décaméron du Salon de peinture pour l’année 1881, 1881.
- Quinze journées au Salon de peinture et de sculpture (année 1883), 1883.

## Distinctions
- Officier de la Légion d'honneur

## Postérité

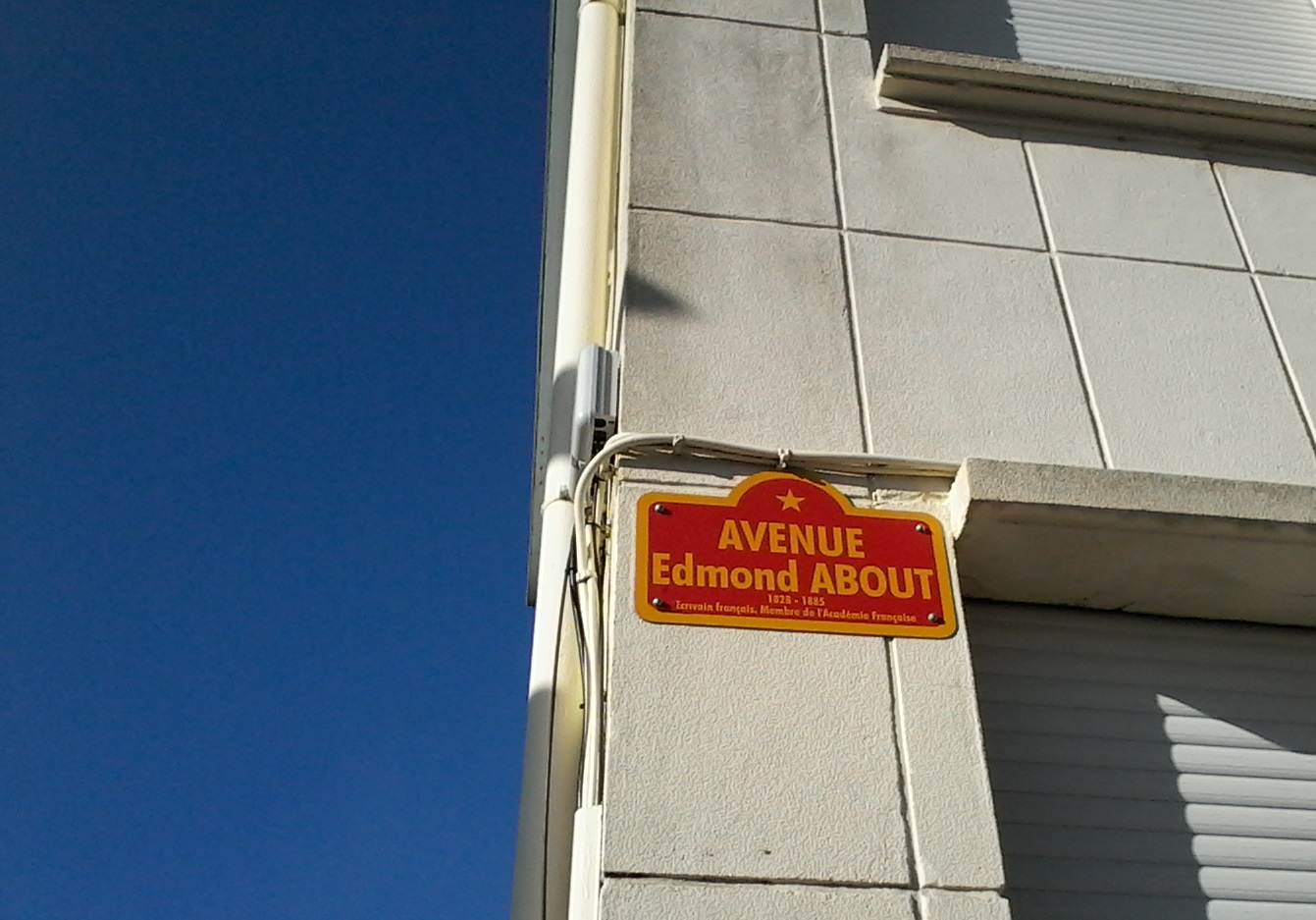
Plaque Edmond About à Malo-les-Bains.

- Une rue de Paris porte son nom, ainsi qu'une rue à Dieuze, à Metz, à Saint-Avold, à Malo-les-Bains, à Nancy, à Saverne, au Havre, à Limoges, à Grenoble, au Plessis-Robinson, à Brest.
- Saverne : La villa qu'il a habitée porte également son nom, qui figure aussi sur une plaque située en bordure de forêt.

## Archives
Ses archives (manuscrits, correspondance, archives professionnelles) sont conservées à l'IMEC (Institut mémoires de l'édition contemporaine) fonds 429ABO.